# Dionisio I de Tell Mahreh
Dionisio I de Tell Mahreh ( Latín : Dionysius Telmaharensis, siríaco:  ܕܝܘܢܢܘܣܝܘܣ ܬܠܡܚܪܝܐ, árabe: مار ديونيسيوس التلمحري) fue el Patriarca de Antioquía y cabeza de la Iglesia Ortodoxa Siria desde 818 hasta su muerte en 845.

## Biografía
Dionisio nació en Tal Mahre, cerca de la ciudad de Raqqa, en una familia rica de Edesa, y se convirtió en monje en el Monasterio de Qenneshre, donde estudió filología, jurisprudencia, filosofía y teología. También estudió en el Monasterio de Mar Jacob en Kayshum. En 818, Dionisio fue elegido patriarca de Antioquía por unanimidad por un sínodo de cuarenta y ocho obispos. Después de su consagración, emitió una proclamación y celebró tres concilios en Raqqa en el mismo año, en los que emitió doce cánones. Dionisio restauró el Monasterio de Qenneshre en 822 después de que fuera dañado por un incendio provocado por disidentes.
En 826, Dionisio visitó Egipto en compañía del general abasí Abdallah ibn Tahir al-Khurasani . Más tarde celebró un concilio en el Monasterio de Euspholis en 828, y regresó a Egipto en 832 en compañía del califa Al-Ma'mun Mientras estuvo en Egipto, Dionisio se reunió con el Papa Jacobo de Alejandría, jefe de la Iglesia Ortodoxa Copta, una iglesia miafisita, y varios obispos ortodoxos coptos, fuera de la ciudad de Tannis. Celebró otro concilio en la ciudad de Tagrit en 834 y se reunió con Al-Ma'mun en Bagdad, y también con su sucesor, el califa Al-Mu'tasim. Dionisio ordenó a un total de cien obispos durante su mandato y se desempeñó como patriarca hasta su muerte el 22 de agosto de 845.

## Obras
A pedido de Juan, obispo de Dara, Dionisio compuso los Anales, una historia de dos volúmenes sobre la iglesia y los eventos seculares desde la coronación del emperador bizantino Mauricio en 582 hasta la muerte del emperador bizantino Teófilo en 843. Un volumen estaba dedicado a la historia de la iglesia mientras que el otro cubría la historia secular, y cada uno de ellos estaba dividido en ocho libros. La obra fue compuesta empleando citas de las obras de Teófilo de Edesa, un erudito del siglo VIII. Los Anales fueron citados extensamente por Miguel I, patriarca ortodoxo siríaco de Antioquía (r. 1166-1199) y autor anónimo de la Crónica de 1234 . Los relatos de Dionisio también se utilizaron más tarde en la Historia eclesiástica del este, de Bar Hebraeus, Maphrian (r. 1266-1286).
La Crónica de Zuqnin fue atribuida erróneamente a Dionisio por Giuseppe Simone Assemani, pero desde entonces ha sido ignorada.